# ミリオンダラー・ベイビーズ
『ミリオンダラー・ベイビーズ』（英語: Million Dollar Babies）は、ジョン・ナイミーとスチュアート・フォックスマンがディオンヌ家の五つ子姉妹に関する史実を下敷きにして執筆した小説『Time of Their Lives: The Dionne Tragedy』に基づき、1994年にアメリカ合衆国のCBS、カナダのCBSとシナールによる合作で製作されたテレビ映画である。

## ストーリー
カナダのオンタリオ州にある地方の村に住む貧しいディオンヌ家。妊娠中のエルジールが倒れ、誰もが彼女は早産になると考える。彼女の夫のオリヴァはお金が無いのに医師を家に呼び寄せた。
1934年5月28日早朝にエルジールは有名なディオンヌの五つ子を出産する。出産のニュースはすぐにメディアの過熱報道を引き起こした。ラジオパーソナリティのヘレナ・リード（架空の人物）も現地に到着した。
オリヴァは五つ子をシカゴ万国博覧会に出展するための契約を締結したことでヘレナ・リードから批判される。五つ子全員が高熱を発症するが、医師のアラン・ロイ・ダフォーのおかげで彼女たちは命を取りとめることが出来た。オンタリオ州政府は五つ子を行政管理下に置くことを宣言し、ダフォーを五つ子の新たな保護者に任命する。
五つ子たちは連れ去られ、ちょうど道路を挟んだ向かい側に新たに建設された保育所内で養育されることになった。五つ子は保育所を訪れる人々のために公開され、一帯にサーカスのような雰囲気を醸し出す。両親はダフォーの許可を得て訪問をした時に限り、子供たちと接触を持つことが認められたが、その後に政府は五つ子を保護下に置く期間を彼女たちが18歳になるまでに延長した。ダフォーは五つ子の「エンドースメント契約」から莫大な利益を得るようになる。
両親はついに五つ子を取り戻すために弁護士を雇うことに決める。弁護士は両親がフランス系カナダ人であったために五つ子が連れ去られたとの主張を展開する。五つ子たちの看護師や教師はフランス人に代わり、両親の立ち入り制限も緩和される。政府はここに来てダフォーの行きすぎた行為を咎め、彼を保護者の役割から外す。
ヘレナ・リードが復帰して五つ子を保護下に置く政権に対する激しい批判を展開する。最終的に五つ子は自由の身となり、両親の元に戻ることになる。

## キャスト
クレジットに記載されたキャストと、その役を演じた俳優は以下の通り。
- 医師：アラン・ロイ・ダフォー - ボー・ブリッジス
- オリヴァ・ディオンヌ - ロイ・デュプイ（英語版）
- エルジール・ディオンヌ - セリーヌ・ボニエ（英語版）
- 首相：ミッチ・ヘプバーン（英語版） - ショーン・マッキャン（英語版）
- マダム・ルグロ  - ジネット・リノ（英語版）
- ナース：レナ・デ・カイザー - ドミニ・ブライス（英語版）
- ヘレナ・リード - ケイト・ネリガン
- 7歳のエルネスト・ディオンヌ - トッド・フェネル（英語版）
- 6歳のローズ・ディオンヌ - ティア＝ロジーヌ・コクソン
- クローヴィス・ディオンヌ - マルタン・ドレインヴィル（フランス語版）
- 5歳のテレーズ・ディオンヌ - ジュリア・ガーランド
- 3歳のダニエル・ディオンヌ - セバスチャン・デュゲイ
- マダム・ルベル - ルネ・ジラール

## 評価

### 映画賞の受賞・ノミネート
全米撮影監督協会が選定する「全米撮影監督協会賞」の4部門にノミネートされた。また、「ジェミニ賞」の8部門にもノミネートされており、このうち4部門を受賞している。
| 選考年 | 映画賞             | 部門                                         | 対象                                                                                     | 結果       |
| ------ | ------------------ | -------------------------------------------- | ---------------------------------------------------------------------------------------- | ---------- |
| 1995年 | 全米撮影監督協会賞 | ミニシリーズ部門                             | 『Million Dollar Babies』                                                                | ノミネート |
| 1996年 | ジェミニ賞         | ドラマ番組・ミニシリーズ部門監督賞           | クリスチャン・デュゲイ                                                                   | 受賞       |
| 1996年 | ジェミニ賞         | ドラマ番組・シリーズ部門編集賞               | イヴ・ラングロワ                                                                         | 受賞       |
| 1996年 | ジェミニ賞         | 衣装デザイン賞                               | ルネ・エイプリル                                                                         | 受賞       |
| 1996年 | ジェミニ賞         | 番組・ミニシリーズ部門作曲賞                 | クリストファー・デドリック                                                               | 受賞       |
| 1996年 | ジェミニ賞         | 最優秀テレビ映画・ミニシリーズ               | ミシュラン・シャーレ バーナード・ズーカーマン                                            | ノミネート |
| 1996年 | ジェミニ賞         | ドラマ番組・ミニシリーズ部門最優秀助演女優賞 | ケイト・ネリガン                                                                         | ノミネート |
| 1996年 | ジェミニ賞         | 美術賞                                       | フランソワ・セガン                                                                       | ノミネート |
| 1996年 | ジェミニ賞         | ドラマ番組・シリーズ部門録音賞               | ルイ・コリン ナタリー・フルラン レイモンド・フェルメッテ アラン・ロワ ピエール・ブルシェ | ノミネート |